# Кашгарский хребет
Кашга́рский хребе́т (Конгурмузта́г) — горный хребет в Китае, западная оконечность Куньлуня, расположенная между реками Гёздарья и Ташкурган.
Протяжённость хребта составляет около 100 км, преобладающие высоты — от 5000 до 6000 м. Наиболее высокие вершины — Конгур (7719 м) и Музтаг-Ата (7546 м). Хребет сложен преимущественно гнейсами, гранитами и кварцитами. Для Кашгарского хребта характерны острые гребни, скалистые, крутые склоны, глубокие ущелья. Площадь оледенения составляет около 600 км². Преобладающий тип ландшафта на севере — горные степи, на востоке и юге — полупустыни и пустыни, в долинах рек — тугайные заросли.